# Биоматеријал
Биоматеријал је супстанца која је конструисана за интеракцију са биолошким системима. Биоматеријали се примењују у компонентама које се уграђују у људско тело, било у циљу терапије (замене озлеђеног или болесног дела тела  или замену ткива у телу) или дијагностичке сврхе. У ту сврху  као биоматеријали користе се све  врсте материјала: метали, керамике, полимери, композити и полупроводници, ако су нетоксични, не кородирају, нити на други начин  реагују с околним ткивом.
Како се биоматеријал разликује од биолошког материјала, као што је кост, који производи биолошки систем, треба их дефинисати као биокомпатибилна средства, пошто имају специфичне карактеристике за примену. Међутим биоматеријал који је биокомпатибилан или погодан за једну примену можда неће бити биокомпатибилан за неку другу примену.

## Наука о биоматеријалима
Област науке, која се зове наука о биоматеријалима или инжењерство биоматеријала, стара је више од пет деценија. Током своје историје пролазила је кроз стабилан и снажан раст, захваљујући чињениици да су многе компаније улагале велике суме новца у развој нових производа. 
Наука о биоматеријалима обухвата  неколико области: медицине, биологије, хемије, инжењерства ткива и науке о материјалима.

## Историја
Употреба биоматеријала датира још из античких времена. Вештачке очи, уши, зуби итд. пронађени су на египатским мумијама, док су Кинези и Индијци користили разне воскове, лепкове и марамице за реконструкцију недостајућиј или оштећени делови тела. 
Данашњи ниво развоја вештачких материјали, оперативне технике и методе стерилизације омогућавају употребу биоматеријала за широк спектар намена. Биоматеријали у облику имплантанта (вештачке кости и зглобови, лигаменти, срчани залисци, очна сочива, зубни импланти, итд.) и медицински уређаји (пејсмејкери, биосензори, вештачка срца итд.)  често се користе за замену и/или надокнаду  функције оштечених  или дегенерисаних ткива или органа, ради побољшања функције, корекције абнормалности или побољшања квалитета живота пацијената.

## Основне информације
Биоматеријали могу бити добијени или из природе или синтетисани у лабораторији коришћењем различитих хемијских поступака користећи металне компоненте, полимере, керамику или композитне материјале. Како се биоматеријали често користе и/или прилагођавају за медицинску примену, они обухватају целину или део живе структуре или биомедицинског уређаја који обавља, повећава или замењује природну функцију. Такве функције могу бити релативно пасивне, ако се нпр. користе за срчани залистак, или можда биоактивне са интерактивнијом функционалношћу као што су имплантати кука обложени хидрокси-апатитом. Биоматеријали се такође свакодневно користе у стоматолошким апликацијама, хирургији и испоруци лекова. На пример, конструкт са импрегнираним фармацеутским производима може се ставити у тело, што омогућава продужено ослобађање лека током дужег временског периода. Биоматеријал такође може бити аутографт, алографт или ксенографт који се користи као материјал за трансплантацију.

## Реакције живих организама на биоматеријале
Реакције живих организама на биоматеријале су различите, јер организам под одређеним околностима добро прихвата неки материјал, док, под другим околностима, тај исти материјал бива одбачен.
Изрази који су установљени за оцењивање биолошког понашања материјала су:
Биокомпатибилни материјали су  биокомпатибилни материјали 
Биокомпатибилност је  израз којим се означава способност материјала да се понаша на одговарајући начин у организму у којем се аплицира. Винтермантел и сарадници проширили су ову дефиницију и установили разлику између:
- Површинске компатибилност која означава хемијску, биолошку и физичку (укључујући површинску морфологију) погодност површине имплантанта за примену код ткива домаћина.

- Структуралне компатибилности која представља оптималну адаптацију имплантанта механичком понашању ткива домаћина. То значи да се структурална компатибилност повезује са механичким карактеристикама материјала имплантанта, као што су модул еластичности и чврстоћа, дизајн имплантанта и оптимални пренос оптерећења дуж линије раздвајања имплантата и ткива.

Оптимална интеракција између биоматеријала и домаћина постиже се у случају да је постигнута и површинска и структурална компатибилност. При томе требало би имати у виду да успешно прихватање биоматеријала у организму зависи и од неких других фактора, као што су: 
- техника оперисања (степен трауме проузрокован имплантацијом, методама стерилизације итд.),
- здравствено стање пацијента
- активност пацијента.

Клиничка искуства показују да нису сви инжењерски материјали подобни за примену као биоматеријали.

## Врсте
Материјали који се најчешће користе у биомедицини могу се сврстати у неколико група (приказаних на доњој табели). 
| Врста                | Карактеристике |
| -------------------- | --- |
| Метали               | Њихова предност је велика снага, жилавости и отпорноста на хабање, а недостатак ниска биокомпатибилност, подложност корозији, превелика чврстоћа (у поређењу са живим ткивима), висока густина и ослобађање металних јона који потенцијално изазивају алергијске реакције ткива. |
| Керамички материјали | Имају веома добру биокомпатибилност, отпорни су против корозије и хабања и имају веома високу отпорност на притисак. Недостаци керамичких материјала укључују ломљивост, тешку производњу, лоше механичке карактеристике, велику густину... |
| Полимери             | Имају широк спектар композиција, својства, облика(геометријска тела, влакна, танки филмови, гелови...) и могу се производити у сложене облике и структуре. Међутим, они су превише флексибилни и преслаби за примену у ортопедској пракси. Такође, могу да апсорбује течности, деформишу се, сакупљају нежељене производе (нпр. мономере, пунила, антиоксиданте, итд.) у зависности од примене. Процес стерилизације такође може утицати на својства полимера. |
| Композити            | Сачињени су од различитих комбинација (метала, керамичких материјала и полимера). Ови материјали представљају алтернативу, при чему коришћење ових материјала превазилази недостатке који постоје у другим материјалима. |

## Лоше стране металних биоматеријала
Поред добрих својстава, која се огледају у високој чврстоћи, жилавости и отпорности на хабање, метални биоматеријали имају и ове недостатке:
- низак степен биокомпатибилности,

- подложност корозији,

- висока густина и ослобађање металних јона који потенцијално изазивају алергијске реакције ткива.

- превелика чврстоћа метала (у поређењу са живим ткивом) може да води до појаве  атрофија костију.

У том смислу требало би имати у виду да иако  добро изведена операција мора да обезбеди жељено биомеханичко понашање с једне стране, она не сме да доведе до додатне трауме ткива или поремећеног крвотока у области примене. Увек треба да имате на уму чињеницу да су имплантанти у највећем броју случајева присутни само привремено, а по правилу се што је могуће раније уклањају из тела након излечења.